# Koberg
Koberg er en kommune i det nordlige Tyskland, beliggende i Amt Sandesneben-Nusse i den nordvestlige del af Kreis Herzogtum Lauenburg. Kreis Herzogtum Lauenburg ligger i delstaten Slesvig-Holsten.

## Geografi
Koberg ligger omkring 32 km nordøst for Hamborg, 10 kilometer vest for Mölln og cirka 15 km sydvest for Ratzeburg.